# Никола Вукајловић
Никола Вукајловић (Београд, 13. мај 1996) српски је фудбалер који тренутно наступа за Напредак из Крушевца.

## Каријера
Вукајловић је наступао за млађе категорије БСК из Борче и Партизана. Касније је играо за Бродарац. Током лета 2015. прешао је у новосадски Пролетер. Клуб је напустио по окончању сезоне, а затим је годину дана провео у младом тиму Викторије из Плзења. Одатле је прослеђен екипи Будућности из Добановаца, а почетком 2018. прешао је у врањски Динамо. Динамо је напустио средином 2019, а касније је играо за Земун и подгоричку Будућност пре него што је у јулу 2020. потписао за Нови Пазар. Једну сезону одиграо је као фудбалер Инђије, одакле је 2022. стигао у крушевачки Напредак.